# 大蔵合戦
大蔵合戦（おおくらかっせん）は、久寿2年（1155年）8月16日、平安時代末期に武蔵国で源義平が源義賢の拠点であった大蔵館を襲撃し、義賢と秩父重隆を攻め殺した戦い。秩父氏の家督争いに源氏内部の同族争いが結びついたものである。保元の乱の前哨戦ともされる。

## 経過
河内源氏の当主であった源為義は摂関家を後ろ盾としたのに対し、長男・義朝は都から東国へ下って南関東へ勢力を伸ばし、院近臣を後ろ盾とした。義朝は仁平3年（1153年）3月には父の官職を超えて下野守に任じられ、関東を地盤として都の武者としての地位を高めた。
為義は長男・義朝への対抗策として勢力の及んでいない北関東に、義朝に代わって嫡子とした次男・義賢を下向させる。義賢は上野国多胡荘（現・群馬県高崎市旧吉井町地区）を本拠とし、武蔵国最大の武士団で留守所総検校職にあった秩父重隆の娘を娶り、「養君」となって武蔵国比企郡大蔵（現・埼玉県比企郡嵐山町）に館を構える。重隆は、甥・畠山重能並び父・重綱の後妻との間で家督を巡って対立し、また隣国の新田氏や藤姓足利氏と利根川を挟んで抗争を繰り返していた。重隆の対抗勢力である新田氏、藤姓足利氏、畠山氏、三浦氏らは義朝とその長男・義平親子の勢力と結んでおり、父・重綱の後妻は義平の乳母であった。
義朝は高祖父・頼義以来ゆかりのある鎌倉の亀ヶ谷に館を構え相模国一帯に強い基盤を持っていた。都へ戻った義朝に代わりその地盤を受け継いだ義平は本拠である鎌倉より北上をもくろみ、叔父・義賢と重隆の勢力が上野、武蔵の武士団を糾合して南へ勢力を伸ばそうとする動きを見せると、両者は武蔵国で衝突する事になる。久寿2年（1155年）8月16日、義平率いる軍勢が突如、武蔵国の大蔵館を襲撃し、義賢と重隆は共に討たれた。わずか15歳の義平はこの戦いで大いに武名をあげ「鎌倉悪源太」と呼ばれるようになる。この時、義賢の子で2歳の駒王丸は重能の計らいで、義朝・義平親子と義賢との間を揺れ動いた武蔵武士団の一人でどちらの側にも従ったことがある斎藤実盛により、駒王丸の乳母夫である信濃国の中原兼遠のもとに逃がされた。駒王丸は後に木曾義仲となり、命の恩人である実盛とは大蔵合戦から28年後の篠原の戦いにおいて首実検の場で対面をすることになる。
義平の軍事行動が都で問題にされず処罰される事もなかったのは、当時の武蔵国司である藤原信頼の黙認があった事によるものと見られる。為義の四男で、次男である兄・義賢と「父子之約」を結んでいた頼賢は、義賢の仇を討つべく東国へ下り信濃国鳥羽院領に侵入したため、義平の父・義朝はそれを追って10月に頼賢追討の院宣を帯して発向するが、両者の衝突は直前で回避されている。もはや修復不可能となった義朝と為義らの親子・兄弟対立は、1年後の保元の乱で決着が付けられる事になる。
埼玉県比企郡嵐山町大蔵には大蔵館跡がある。都幾川に沿った段丘上で、川をへだてて水田が開け、現荒川の沖積平野に続いていて鎌倉街道の要路にあたっている。近くには源義賢の墓と伝えられている県内最古の五輪塔がある。なお、大蔵館の所在は現在の東京都世田谷区大蔵とする説もある。また、世田谷の大蔵は義平の居住地という説もある。埼玉県児玉郡上里町帯刀の福昌寺は、室町時代に義賢の菩提を弔うために創建され、大蔵合戦後に落ち延びてきた義賢を祀ったとされる五輪塔がある。

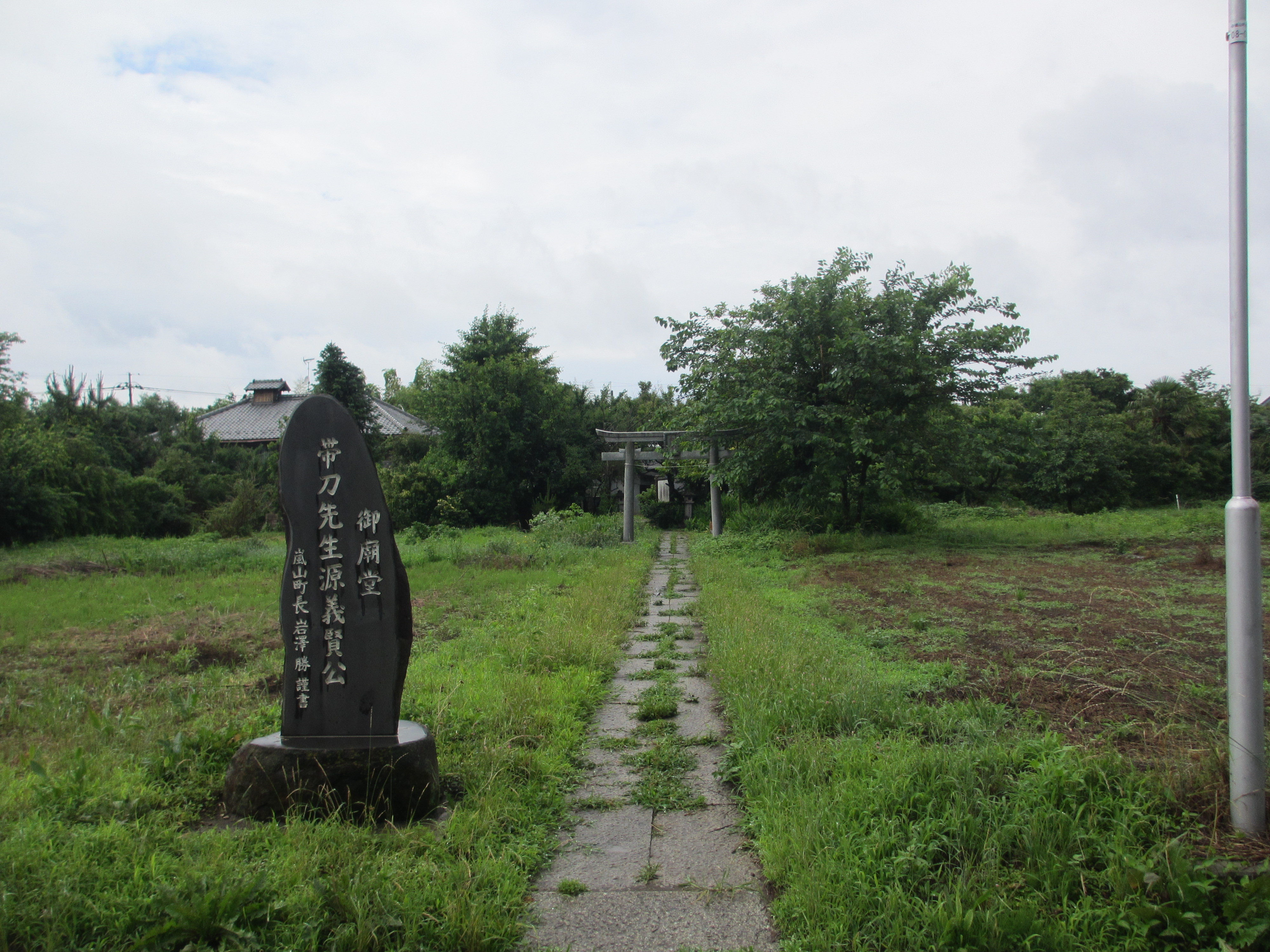
源義賢公御廟所（東武東上線、武蔵嵐山駅都幾川学校橋方面へ下る）
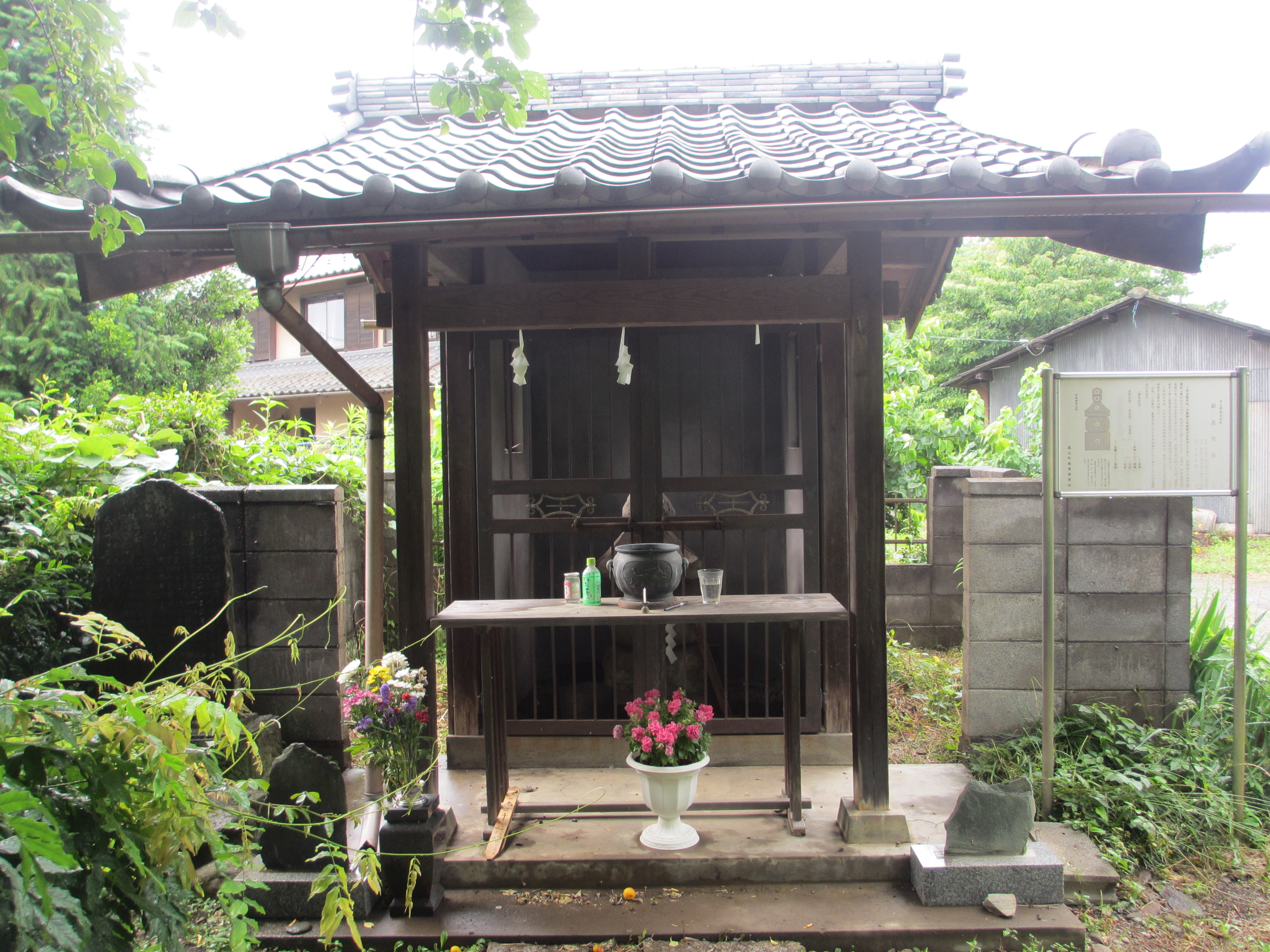
源義賢公五輪塔(御廟所石碑から鳥居くぐる）
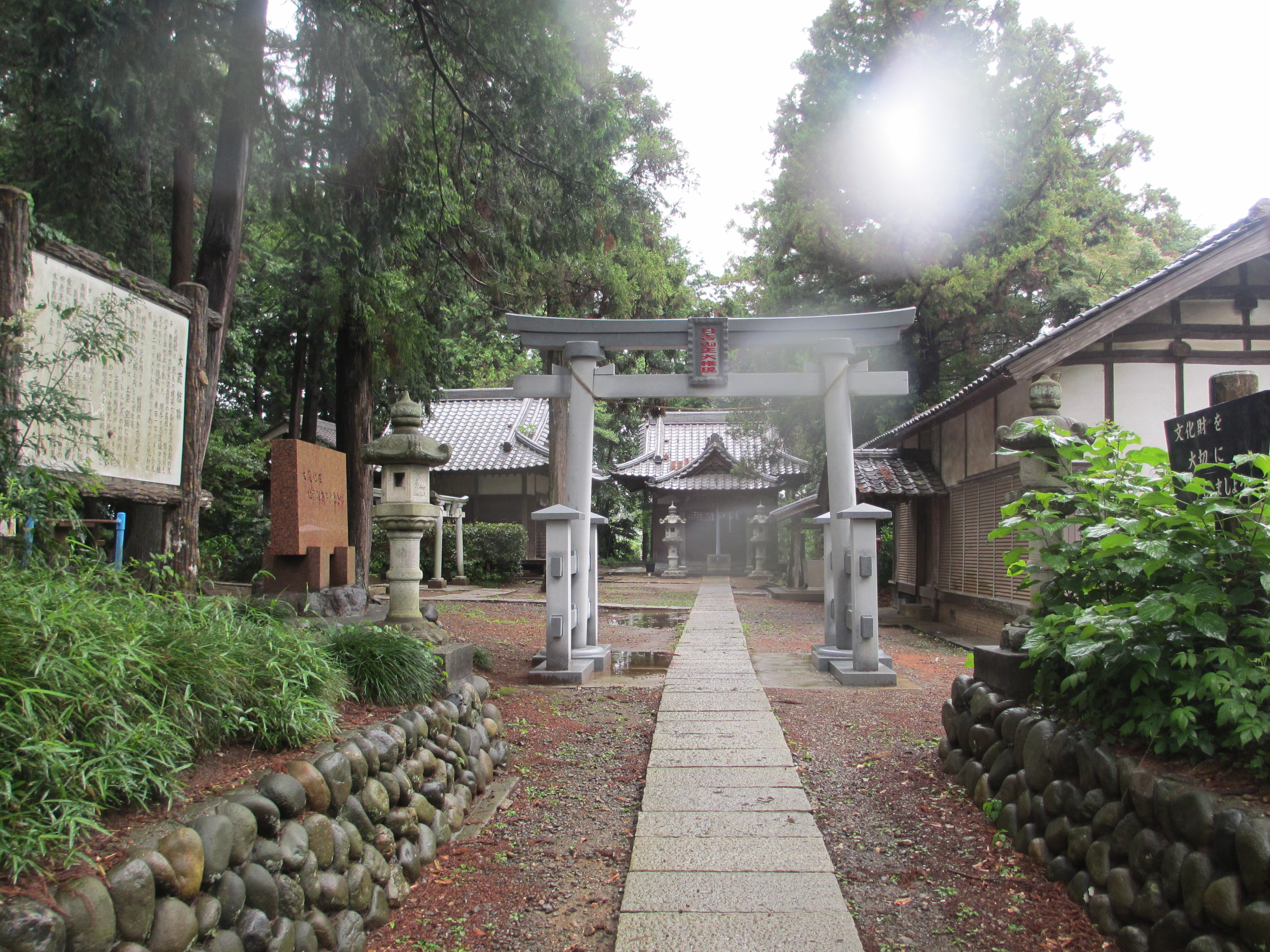
大蔵神社（大蔵館跡）（源義賢公墓所近く）

## 結果
大蔵合戦の結果、坂東において義朝・義平親子に競合する勢力は一掃され、その地位は盤石なものとなる。この合戦は坂東武士団における競合・対立と同時に、それぞれが後ろ楯とする都の鳥羽院（義朝方）と、摂関家（為義・義賢方）の政治的対立が反映されており、保元の乱の前哨戦ともされる。また、後に平治の乱を起こす藤原信頼と義朝の関係が形成されたのは、信頼が義朝の基盤である武蔵国の国司であったこの頃であろうと見られている。